# Tor Hagerman

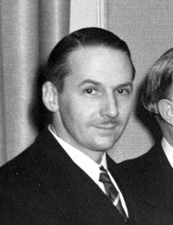
Tor Hagerman (1944)

Tor Henrik Hagerman, född den 27 juni 1899 i Stockholm, död där den 28 augusti 1986, var en svensk geolog. Han var sonson till Henrik Hagerman samt bror till Vidar, Helge och Yngve Hagerman.
Hagerman avlade studentexamen 1918, filosofie kandidatexamen 1922 och filosofie licentiatexamen 1925. Han promoverades till filosofie doktor 1936. Hagerman var amanuens vid Stockholms högskola 1920–1923, geolog vid A Johnson & Co i Stockholm 1926–1927, statsgeolog vid Argentinas geologiska undersökning 1927–1932, oljegeolog vid Argentinas statliga oljeverk 1932–1935 och anställd vid Statens provningsanstalt 1936–1940. 
Hagerman deltog i en svensk expedition till Spetsbergen 1924. Han bedrev egen konsultverksamhet från 1940, var verkställande direktör vid Hagconsult 1956–1961, styrelseordförande 1961–1977 och projektledare vid forskningsarbeten. Hagerman var ordförande för Svensk-argentinska föreningen 1949–1953, Svenska Polarklubben 1948–1951 och Svenska föreningen för lerforskning 1953–1954.
Bland hans skrifter märks Granulometric Studies in Northern Argentine (doktorsavhandling 1936), Om svenska bergarter och deras provning för konstruktionsändamål (1943), Svenska kalksorter, råmaterial, tillverkning samt provning för byggnadsändamål (1946) och Image Analysis of Mineral Grains (1980).
Hagerman är begraven i minneslunden på Norra begravningsplatsen i Stockholm.